# زنجیره شلیک همزمان
زنجیره سینفایر (زنجیره شلیک همزمان) یا synfire chain، یک شبکه عصبی پیش خور از نورون‌ها، با چند لایه (یا استخر) است. در زنجیره سینفایر، تکانه‌های عصبی به‌طور همزمان از لایه ای به لایه دیگر به جلو و عقب انتشار می‌یابند. هر نورون در یک لایه، اتصالاتی تحریکی به نورون‌های لایه بعدی وارد می‌کند، در حالی که هر نورون در لایه دریافت کننده توسط نورون‌های لایه قبلی برانگیخته می‌شود.

## فعالیت
فعالیت (منظور فعالیت نورونی یا همان شلیک است) در امتداد یک زنجیره synfire در حالت همزمان یا ناهمزمان منتشر می‌شود. در حالت ناهمزمان، نرخ شلیک بالا در یک استخر جمع می‌شود و سرعت شلیک در لایه بعدی افزایش می‌یابد. در حالت سنکرون یا همزمان، یک رگبار از اسپایک‌ها در یک لایه، پس از یک تاخیر سیناپسی، یک رگبار سنکرون در لایه دیگر ایجاد می‌کند. استدلال شده‌است که تنها حالت پایدار انتقال، حالت همزمان است.

## تاریخچه
اصطلاح زنجیره سینفایر، نخستین بار توسط موشه آبلز در سال ۱۹۸۲ استفاده شد. هدف او، توضیح پیدایش توالی شلیک‌های همزمان، با تاخیرهای طولانی بین اسپایک‌ها بود؛ که پیش از این با خواص شناخته شده فیزیولوژی قشر مغز قابل توضیح نبود.
این ساختار، با هر نورون در یک حوضچه که همه نورون‌های حوضچه دوم را تحریک می‌کند، توسط گریفیث به عنوان ساختاری پیشنهاد شد که می‌تواند سطح ثابتی از فعالیت را در شبکه‌ای از نورون‌های تحریک‌کننده تضمین کند. او این ساختار را «خط انتقال کامل» نامید. گریفیث خواص آن را با جزئیات مطالعه نکرد. ایده تقریباً مشابهی نیز توسط هب در سال ۱۹۴۹ پیشنهاد شد که در آن طنین‌های هماهنگ شده در میان جمعیت‌های عصبی اطلاعات را منتقل می‌کردند.